# Mori (Shizuoka)
 (mai 2019).
Si vous disposez d'ouvrages ou d'articles de référence ou si vous connaissez des sites web de qualité traitant du thème abordé ici, merci de compléter l'article en donnant les références utiles à sa vérifiabilité et en les liant à la section « Notes et références ».
Pour les articles homonymes, voir Mori.
Mori (森町, Mori-machi) est un bourg du district de Shūchi situé dans la préfecture de Shizuoka, au Japon.

## Toponymie
Le toponyme « Mori » signifie « forêt ».

## Géographie

### Municipalités limitrophes
- Hamamatsu (près du quartier Tenryu)
- Kakegawa
- Fukuroi
- Iwata
- Shimada

### Hydrographie
Le bourg de Mori est traversé par le fleuve Ōta.

## Histoire

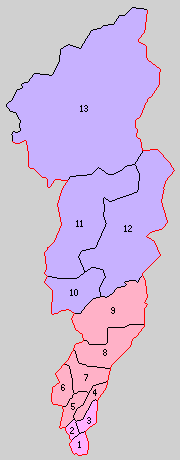
État du district de Shūchi au moment de la fusion de Mori avec plusieurs villages en 1955.
7- Morimachi.
4- Iida.
5- Sonoda.
6- Ichimiya.
8- Amagata.
9- Mikura.

- 1er avril 1889 : mise en place d'un nouveau système communal. Les villages de Morimachi, Mukaiamagata, Tachibana, Amamiya et Shiroshita fusionnent pour créer le bourg de Mori.
- 1er avril 1955 : les quatre villages d'Amagata, Ichimiya, Sonoda et Iida sont incorporés à Mori pour donner le bourg actuel.
- 30 septembre 1956 : le village de Mikura est également incorporé à Mori.

### Échec de fusion
À la suite d'une dérogation sur la loi des fusions communales, l'ancien maire Muramatsu Fujio promeut la fusion avec la ville de Fukuroi et la ville d'Asaba. En mai 2004, Muramatsu signe l'accord d'une fusion sans même l'approbation du conseil municipal. De plus, alors qu'un vote avait décidé de garder le nom de « Fukuroi » au détriment d'« Enshuu » plébiscité par Machi, le conseil municipal décidait tout de même de changer de nom, provoquant la colère des habitants. Il autorisa tout de même la tenue d'une nouvelle consultation de la population par référendum. Celui-ci a lieu le 29 août 2004 et, avec un fort taux de participation (78 %), rencontre une forte opposition. Le maire ainsi que le conseil municipal respectent alors ce résultat et décident de se développer seul, laissant Fukuroi et Asaba fusionner.

## Économie
L'agriculture est la principale activité de la région. On retrouve surtout des cultures de thé, de shiitake, de jirōgaki (variété de kaki), de laitue, de maïs et de riz. 
D'autres acteurs sont également présents :
- Toyoda Gosei (producteurs de composants automobiles) ;
- Yamaha Motor ;
- Yamaha Electronics.

## Administration
- Maire : Ōta Yasuo (1er mandat - 10 mars 2016- )

## Éducation

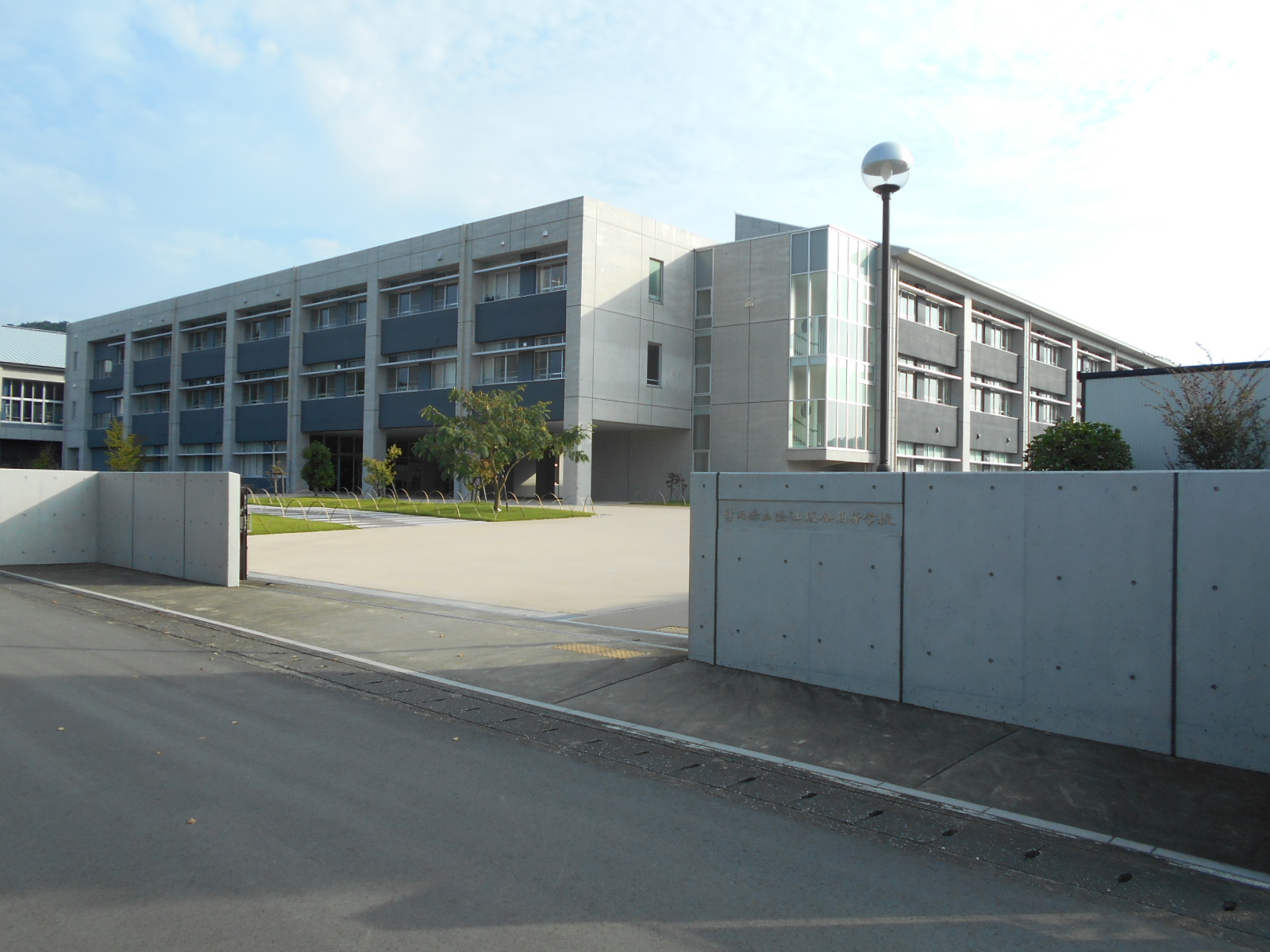
Lycée général Tōtōmi.

Mori dispose de cinq écoles primaires, trois collèges et un lycée.

## Transports
La ville n'est traversée par aucune route nationale mais on y trouve les échangeurs Smart et Mori-Kakegawa de la voie express Shin-Tōmei ainsi que le parking Enshuu-Morimachi. 
Il faut compter environ 20 minutes à partir de la gare de Kakegawa  pour rejoindre la station d'Enshuu-Mori desservie par la ligne Tenryū Hamanako. L'échangeur Fukuroi de l'autoroute Tōmei est lui à 20 minutes en voiture du centre-ville de Machi.

### Lignes de trains
Le bourg de Mori est desservi par la ligne Tenryū Hamanako de la compagnie Tenhama. Cinq gares se trouvent à l'intérieur de ses frontières.

### Lignes de bus
Le bourg de Mori est desservi par trois lignes de bus de la société Akiha Bus Service, deux lignes de bus municipales (lignes Ōkōchi et Furukawa) et une ligne appartenant à la compagnie Enshuu Railway.

### Routes
La voie express Shin-Tōmei, qui débute à Kakegawa et se termine à Iwata, passe par l'échangeur Mori-Kakegawa.

## Culture locale et patrimoine
- Danses folkloriques de Mori  
  - Danse du sanctuaire Oguni

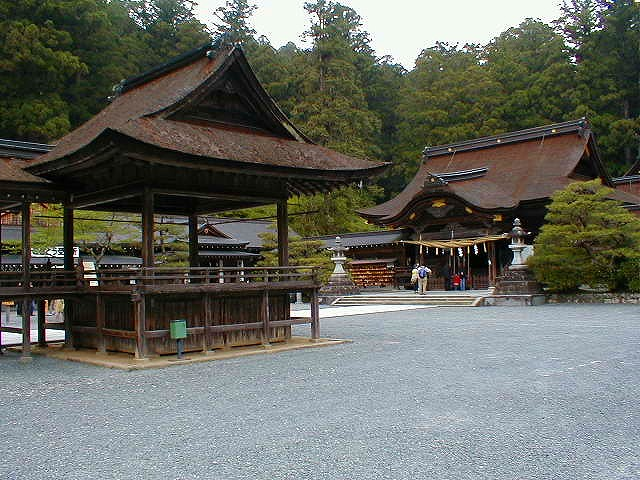
Le sanctuaire Oguni.

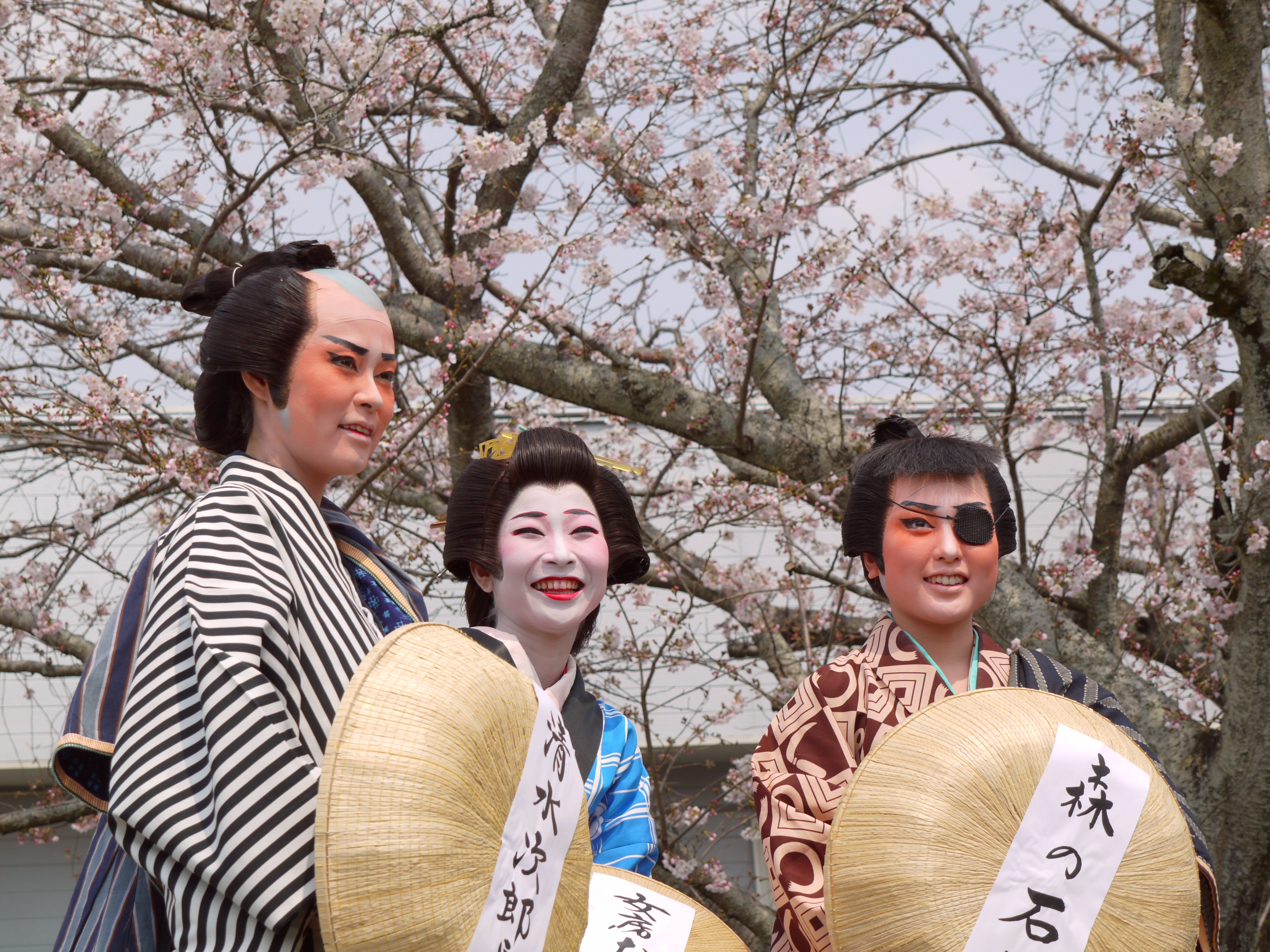
Festival de Mori no Ishimatsu (tenu une fois tous les trois ans, marche du centre-ville de Mori jusqu'à Daitō-in).

  - Danse du festival Tennō du sanctuaire Yamana
  - Danse des douze scènes du sanctuaire Amenomiya
- Le sanctuaire Oguni, un ichi-no-miya
- Sanctuaire Amenomiya : construit il y a 1 300 ans. La danse des douze scènes a lieu la première semaine d'avril. L'arbre nagi au sein du sanctuaire est considéré comme monument naturel.
- Temple du lotus.
- Chaque année, les deuxièmes et troisièmes vendredis et samedis de juillet se tient le festival du sanctuaire Yamana, très réputé pour ses grands chars à deux roues.
- Tous les ans, les premiers vendredis et samedis de novembre se déroule le festival de Mori, lui aussi connu pour ses chars.

## Personnalités liées à la municipalité
- Shōfu Muramatsu, écrivain
- Fuyuko Matsui, peintre
- Shin'ichirō Nakamura, romancier
- Kiyonao Ichiki, colonel de l'Armée impériale japonaise